# Biddestone
Biddestone är en by i civil parish Biddestone and Slaughterford, i distriktet Wiltshire, i grevskapet Wiltshire, i England. Byn är belägen 15 km från Trowbridge. Civil parish hade 420 invånare år 1931. Byn nämndes i Domedagsboken (Domesday Book) år 1086, och kallades då Bedestone.